# Gamzigrad

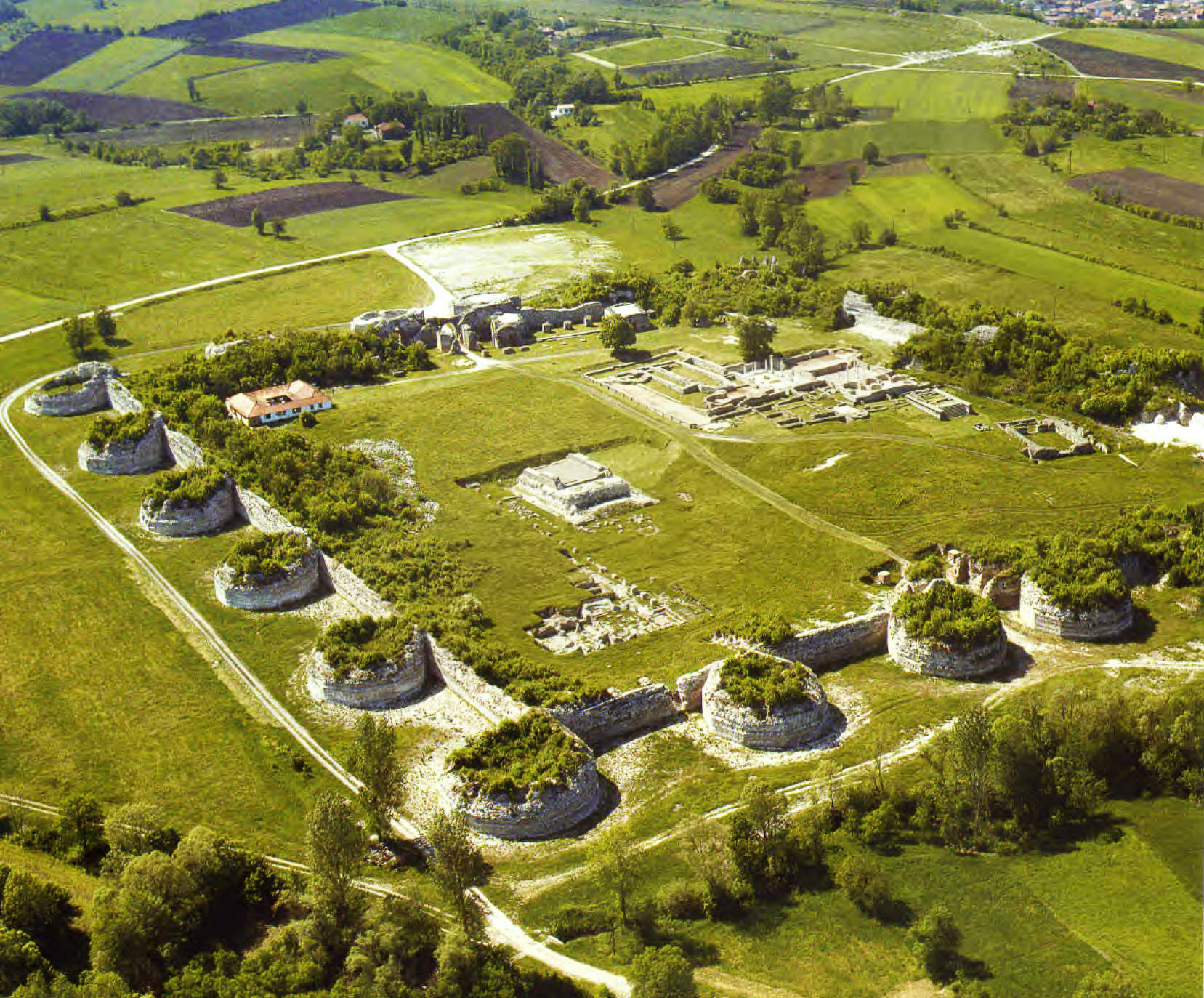
Luftbild des Kaiserpalastes Romuliana

Gamzigrad (Гамзиград) ist ein serbischer Ort in der Gemeinde und dem Bezirk Zaječar. Der Ort hatte im Jahre 2002 945 Einwohner.
Gamzigrad liegt im Timok-Tal in Ostserbien. Im Osten des Dorfes fließt der Fluss Crni Timok, der auch der Namensgeber des Tales ist.
Bekannt ist Gamzigrad für die nahebei liegende römische Anlage von Romuliana, dem Palast des Kaisers Galerius, ein UNESCO-Weltkulturerbe.
Koordinaten: 43° 55′ N, 22° 11′ O